# Renault R31
Renault R31 je bolid britansko-francuske momčadi Lotus Renault GP za Svjetsko prvenstvo Formule 1 2011. Nakon što je Group Lotus otkupio većinski udio u momčadi Renault F1 Team, Lotus postao naslovni sponzor momčadi, te ujedno dobila novi vizualni identitet inspiriran legendarnim partnerstvom između Lotusa i John Player Speciala iz sedamdesetih i osamdesetih godina. Lotus Renault je zbog toga tijekom kanadskog GP vikenda naišao na prepreku zbog livreja bolida jer je malo poznato da se cigarete John Player Special još uvijek proizvode i prodaju u Kanadi. No na kraju, Lotus je prošao bez ikakvih kazni te je mogao sudjelovati na Velikoj nagradi.

## Dizajn R31
Renault R31 je predstavljen 31. siječnja 2011., dan uoči početka prvih predsezonskih testiranja na stazi Ricardo Tormo u Valenciji. Vitalij Petrov je prvi dobio čast voziti bolid, dok je posljednja dva dana testiranja u bolidu proveo Robert Kubica. Najinteresantniji aspekt R31 je bio inovativni ispušni sustav koji plinove iz motora ne izvodi kroz konvencionalno pozicionirane cijevi na karoseriji, nego ispod poda bolida. R31 je bio nova evolucija bolida, bio je potpuno redizajniran kako bi učinkovito prihvatio KERS, a stražnji ovjes imao je pull-rod sistem.
Krajem studenog 2011. u izjavi koju je dao za Reuters, Renaultov tehnički direktor James Allison je priznao da je R31 "propali eksperiment". Iako su naprijed pozicionirane ispušne cijevi bile su najznačajnije i najdistinktivnije rješenje bolida, ta solucija momčadi nikad nije donijela performanse kojima su se nadali u momčadi.

## Potpuni popis rezultata u F1
(legenda) (Utrke označene debelim slovima označuju najbolju startnu poziciju) (Utrke označene kosim slovima označuju najbrži krug utrke)
| Godina | Momčad     | Motor           | Gume | Vozači   | 1   | 2    | 3   | 4   | 5   | 6   | 7   | 8   | 9   | 10  | 11  | 12  | 13  | 14  | 15  | 16  | 17  | 18  | 19  | Bodova | Poredak |
| ------ | ---------- | --------------- | ---- | -------- | --- | ---- | --- | --- | --- | --- | --- | --- | --- | --- | --- | --- | --- | --- | --- | --- | --- | --- | --- | ------ | ------- |
| 2011.  | Renault F1 | Renault RS27 V8 | P    |          | AUS | MAL  | KIN | TUR | ŠPA | MON | KAN | EUR | VBR | NJE | MAĐ | BEL | ITA | SIN | JAP | KOR | IND | BRA | ABU | 73.*   | 5.*     |
| 2011.  | Renault F1 | Renault RS27 V8 | P    | Heidfeld | 12  | 3    | 12  | 7   | 8   | 8   | Ret | 10  | 8   | Ret | Ret |     |     |     |     |     |     |     |     | 73.*   | 5.*     |
| 2011.  | Renault F1 | Renault RS27 V8 | P    | Senna    |     |      |     |     |     |     |     |     |     |     |     | 13  | 9   | 15  | 16  | 13  | 12  | 16  | 17  | 73.*   | 5.*     |
| 2011.  | Renault F1 | Renault RS27 V8 | P    | Petrov   | 3   | 17 † | 9   | 8   | 11  | Ret | 5   | 15  | 12  | 10  | 12  | 9   | Ret | 17  | 9   | Ret | 11  | 13  | 10  | 73.*   | 5.*     |

## Vanjske poveznice
- Specifikacije Renaulta R31 2011 na Conceptcarz.com
- Specifkacije Lotus Renault GP R31 na Formula1techandart.wordpress.com